# Breakbones-Plateau
Das Breakbones-Plateau ist eine kleine Hochebene aus Lavagestein auf Candlemas Island im Archipel der Südlichen Sandwichinseln. Es liegt unmittelbar nördlich der Chimaera Flats. Das Plateau ist gekennzeichnet von zahlreichen kleinen Fumarolen mit angrenzender Vegetation.
Das UK Antarctic Place-Names Committee benannte die Hochebene 1971 nach den hier brütenden Riesensturmvögeln, die im Englischen mitunter auch als Breakbones (englisch für Knochenbrecher) bekannt sind.